# Selvnærvær
 Der er for få eller ingen kildehenvisninger i denne artikel, hvilket er et problem. Du kan hjælpe ved at angive troværdige kilder til de påstande, som fremføres i artiklen.

Selvnærvær er en fagfilosofisk betegnelse for en bestemt form for minimal selvbevidsthed. Synonymer er givethed, minhed/jeghed eller simpelthen nærvær. Der er tale om en fundamental form for selvkendskab, der kendetegner al fænomenal bevidsthed, men ikke behøver være betegnende for ikke-bevidste mentale tilstande. Selvnærvær er en latent og implicit form for bevidsthed, hvor jeget ikke tematiseres på en eksplicit måde, sådan som det er tilfældet ved introspektiv refleksion. Bevidstheden er blot før-refleksivt bevidst om den kvalitet af minhed, som al fænomenal bevidsthed gives med. På dansk er filosoffer som Erich Klawonn og Dan Zahavi og psykiateren Josef Parnas fortalere for et sådant begreb om selvbevidsthed.
Filosoffen Uriah Kriegel beskriver sit selvnærvær som "...the phenomenological characterization of the non-reflective mode of self-awareness humming in the background of our mind...". 

## Fordele og ulemper ved begrebet
Fordelen ved at funderer jeget i selvnærværet, er især at, der kan påstås at være identitet imellem de to; således at man bare ved at observere at man har observationer kan vide, at man eksisterer. Dette i modsætning til en subjekt-objekt opfattelse af selvet, hvor det er muligt pga. skelnen mellem det oplevede og den der oplever, at benægte eksistensen af subjektet selvom eksistensen af objekter anerkendes. Mest berømt er måske David Hume for netop, at holde det synspunkt, at bevidstheden kun består af separate perceptioner uden et samlende jeg, se bundtteorien.
Ulempen ved synspunktet er jegets eksistens kun kan etableres i det bevidste nu. M.a.o. bliver tidsperioder, hvor man ikke er ved bevdisthed, som under narkose og i dybdesøvn, et problem, da man dér ikke synes at eksisterer. Mere præcist er det således strengt forkert at udtale: "jeg sov", da intet jeg var tilstede. Der er dog forskellige vurderinger af alvorligheden ved dette og lign. problemer. 

## Henvisning
1. ↑  Uriah Kriegel, "Consciousness as Intransitive Self-Consciousness" Arkiveret 18. november 2006 hos  Wayback Machine, Canadian Journal of Philosophy, 33:103-132, 2003.